# レシェク・コワコフスキ
レシェク・コワコフスキ（Leszek Kołakowski、1927年10月23日 - 2009年7月17日）はポーランド出身の作家・哲学者である。

## 業績
それまでの古典的で曖昧な市民の定義を見直し、独裁的政治権力に対抗する自主的な社会的集団として現代的再定義を行った。この再定義は市民社会（Civil SocietyないしCivic Society）思想として具体化し、ポーランドにおける独立自主管理労働組合「連帯」の結成をはじめとした旧共産圏諸国の民主化運動、東欧革命、その後の民主化プログラムと市場経済化プログラムの過程、および冷戦後の東西欧州の政治・社会の変遷を通じて欧州やアジアの政治と歴史の流れに具体的かつ決定的な影響を及ぼすことになった。
コワコフスキの哲学理論に一貫している「無限豊穣の法則（Law of Infinite Cornucopia）」を端的に言えば、たとえいかなる理論・教義であってもそれを信じ込んでいる者にとっては支持する論拠に事欠かない、ということである。人というのはある物事を妄信してしまうとなんでも我田引水に解釈してしまう傾向があることを指している。

## 人物
ポーランド第二共和国ラドム出身。ウッチ大学を卒業後にワルシャワ大学で教鞭を執る。1968年に辞職し、イギリスのオックスフォード大学に赴任し教鞭を執る。1983年に詩人のチェスワフ・ミウォシュと共に訪日し、大阪府大阪市と長野県軽井沢町で国際シンポジウムに出席した。

## 受賞
- 1977年 - ドイツ書籍協会平和賞
- 1983年 - エラスムス賞
- 2003年 - クルーゲ賞
- 2007年 - エルサレム賞

## 著書
- 「責任と歴史 -知識人とマルクス主義」（訳：小森潔、古田耕作）、勁草書房 1967年
- 童話「ライロニア国物語 -大人も子どもも楽しめる13のおとぎ話」（訳：沼野充義、柴田文乃）、国書刊行会 1995年
- 「哲学は何を問うてきたか」（訳：藤田祐）、みすず書房 2014年
- 「マルクス主義の主要潮流」（訳：神山正弘）、同時代社 2024年